# Jidai
Jidai (時代?) è un brano musicale del gruppo musicale giapponese Arashi, pubblicato come loro sesto singolo il 1º agosto 2001. Il brano è incluso nell'album Arashi Single Collection 1999-2001, secondo lavoro del gruppo. Il singolo ha raggiunto la prima posizione della classifica Oricon dei singoli più venduti in Giappone, vendendo 354.460. Il brano è stato utilizzato come tema musicale per la 3ª stagione del dorama Kindaichi shōnen no jikenbo con Jun Matsumoto.

## Tracce
CD Singolo PCCJ-00007
1. Jidai (時代)
2. Koi wa Breakin' (恋はブレッキー)
3. Jidai (Original Karaoke)
4. Koi wa Breakin' (Original Karaoke)

## Classifiche
| Classifica (2001) | Posizione più alta |
| ----------------- | ------------------ |
| Giappone (Oricon) | 1                  |